# Argentinische Volleyballnationalmannschaft der Frauen
Die argentinische Volleyballnationalmannschaft der Frauen ist eine Auswahl der besten argentinischen Spielerinnen, die die bei internationalen Turnieren und Länderspielen repräsentiert. Die Argentinierinnen nahmen bisher an sieben Weltmeisterschaften teil und qualifizierten sich 2020 zum zweiten Mal in Folge für die Olympischen Spiele. In Südamerika sind sie die drittbeste Mannschaft, gewannen aber noch nie die kontinentale Meisterschaft. Ihr Spitzname ist „Las Panteras“ („die Panther)“.

## Geschichte

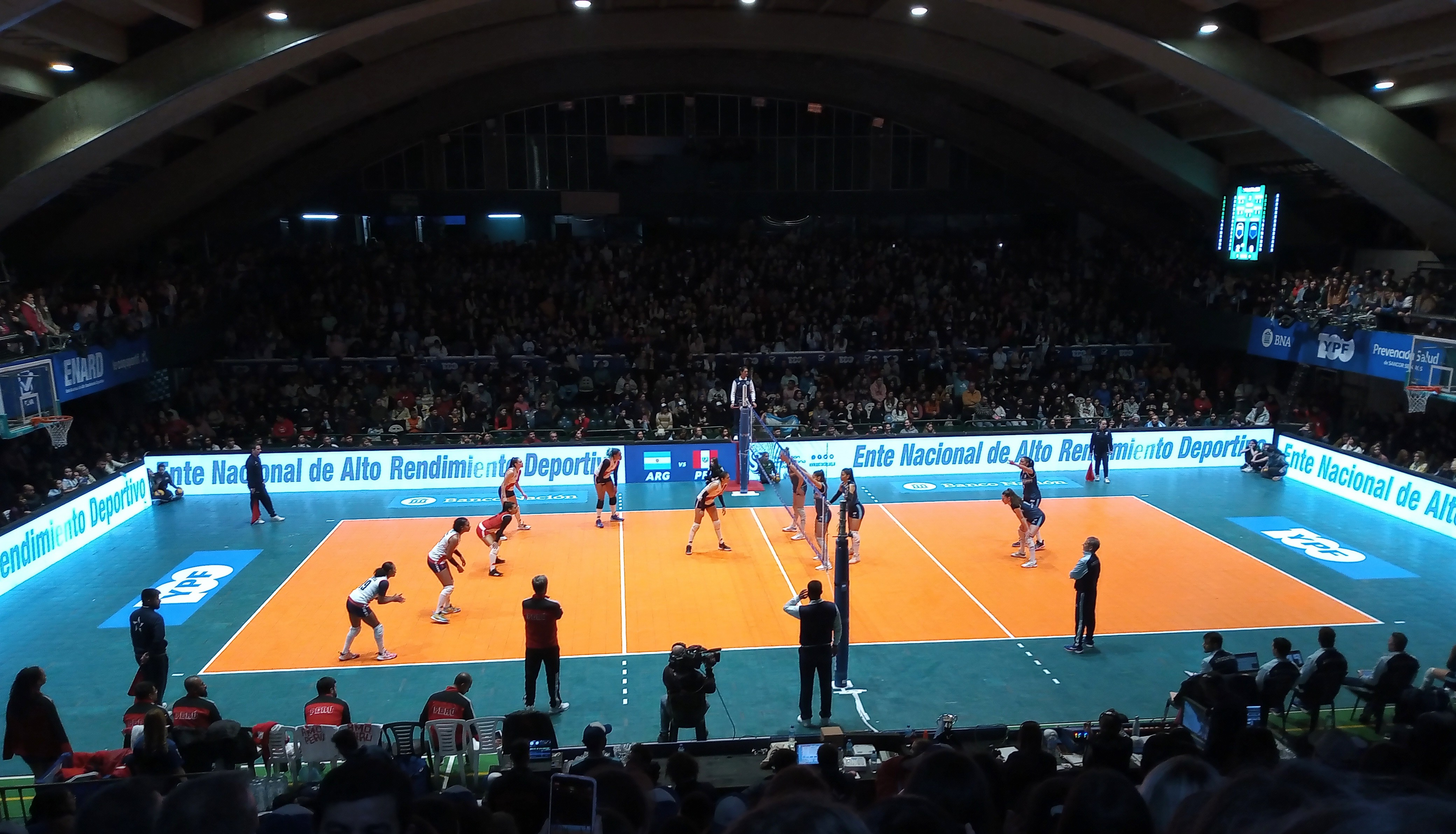
Freundschaftsspiel gegen Peru (links) im April 2022 im Estadio Héctor Etchart in Buenos Aires

### Weltmeisterschaft
Bei der ersten Teilnahme an einer Volleyball-Weltmeisterschaft wurden die argentinischen Frauen 1960 Achter. Bei der WM 1982 kamen sie nicht über den 18. Rang hinaus. Das Turnier 1990 beendeten sie mit dem 15. und damit vorletzten Platz. 2002 in Deutschland schieden sie in der ersten Runde aus und belegten den 17. Rang. Das gleiche Ergebnis gab es 2014. Bei der WM 2018 belegten sie den 19. Platz und bei der WM 2022 den 16. Platz.

### Olympische Spiele
Die Argentinierinnen nahmen 2016 in Rio de Janeiro erstmals an Olympischen Spielen teil. Dort schieden sie mit einem Sieg in der Vorrunde aus. Bei den 2021 ausgetragenen Olympischen Spielen in Tokio wurde Argentinien ohne Sieg letzter der Vorrundengruppe.

### Südamerika-Meisterschaft
Bei der ersten Südamerikameisterschaft wurden die argentinischen Frauen 1951 Vierter und 1958 belegten sie den fünften Platz. Danach erreichten sie dreimal in Folge den dritten Rang, zuletzt 1964 im eigenen Land. Nach dem verpassten Turnier 1967 wurden sie Fünfter und zweimal Sechster. Von 1975 bis 1983 gewannen sie fünf weitere Bronzemedaillen. Dem verpassten Turnier 1985 folgten zwei vierte Plätze und dazwischen ein dritter Rang. 1993 fehlten sie zum bislang letzten Mal bei der Meisterschaft, bevor sie zwei weitere Bronzemedaillen gewannen. Anschließend erreichten sie dreimal das Endspiel gegen Brasilien. Beim Turnier 2007 reichte es nur zum fünften Rang. von 2009 bis 2013 gab es drei weitere Finalniederlagen gegen Brasilien. Bei den Turnieren 2015, 2017 und 2019 verpasste Argentinien jeweils als Viertplatzierter die Medaillenränge.

### World Cup
Bei der Premiere des World Cup wurden die Argentinierinnen 1973 Achter. Nach einer längeren Pause waren sie 1999 wieder dabei und belegten wie vier Jahre später den elften Rang. 2011 wurden sie Zehnter und beim Turnier 2015 verbesserten sie sich auf den achten Rang. 2019 belegten sie wieder den zehnten Platz.

### Nations League
Bei der ersten Ausgabe der Nations League 2018 belegte Argentinien mit einem Sieg den letzten Platz. Das war bisher die einzige Teilnahme Argentiniens an der Nations League.

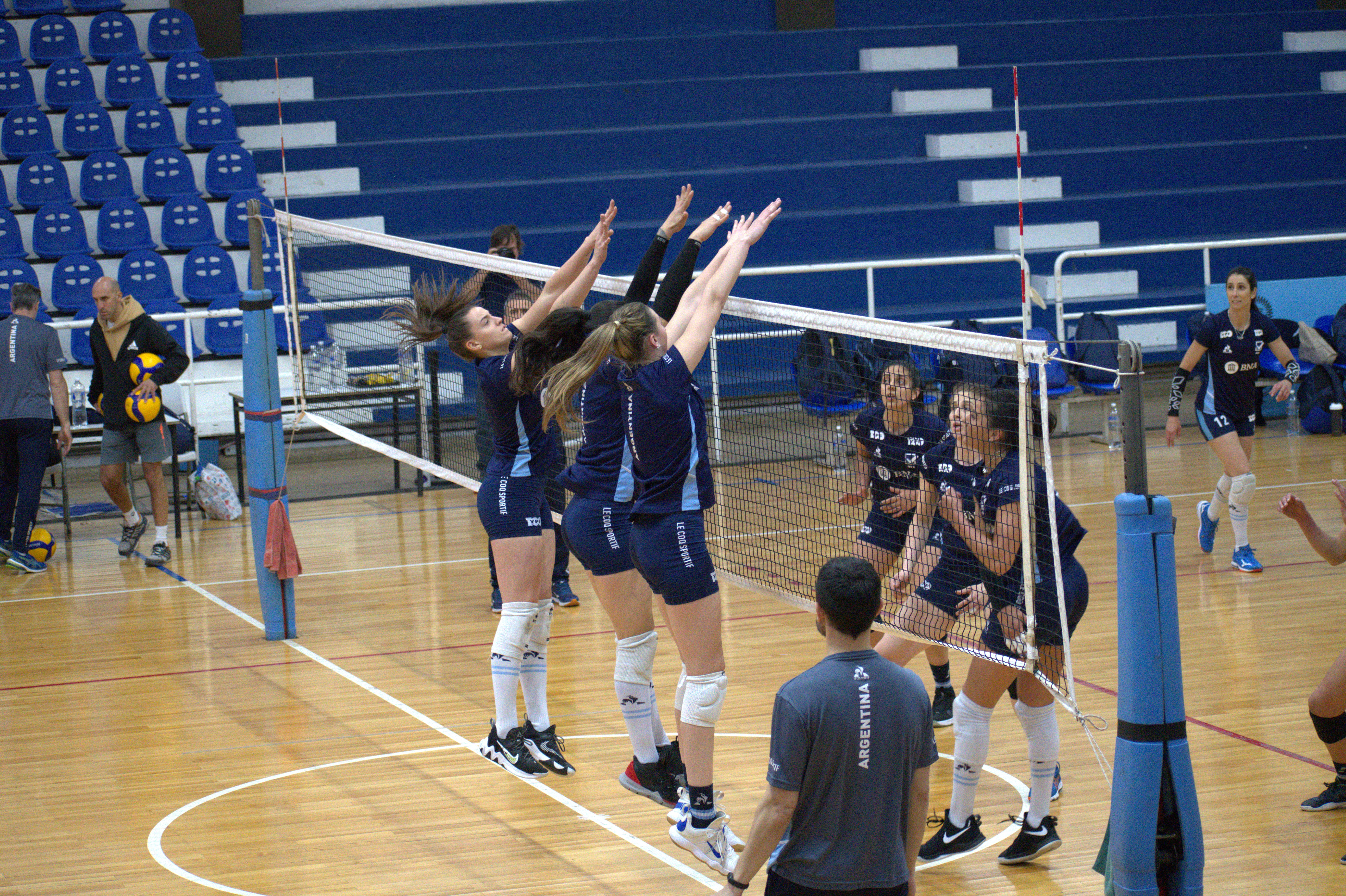
Die „Las Panteras“ bei einem öffentlichen Training im September 2022 im CeNARD

### World Grand Prix
Am World Grand Prix nahmen die Argentinierinnen erstmals 2011 teil und erzielten mit dem 14. Platz direkt ihr bestes Ergebnis. In den nächsten drei Jahren verschlechterten sie sich jeweils um einen Platz. Auch bei den letzten Ausgaben des Wettbewerbs von 2015 bis 2017 kamen sie nicht über den 17. Platz hinaus.